# Albert Schädler

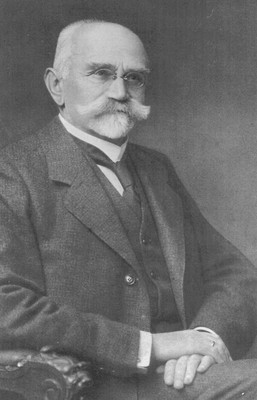
Albert Schädler

Albert Schädler (* 24. Dezember 1848 in Vaduz; † 17. Juni 1922 in München) war ein Liechtensteiner Arzt in Vaduz und Bad Ragaz sowie Landtagspräsident von Liechtenstein.

## Biografie
Albert Schädler wurde als zweiter Sohn des Arztes Karl Schädler und der Katharina, geb. Walser, in Vaduz geboren. Seine Brüder waren Carl Schädler und Rudolf Schädler. Nach der Volksschule absolvierte er Gymnasialstudien in Feldkirch, Mehrerau und am Collegium Mariahilf in Schwyz, wo er 1867 maturierte. Es folgten zwei Semester Theologiestudium am Priesterseminar in Mainz und anschliessend das Medizinstudium an den Universitäten Wien, Zürich und Giessen, wo er 1871 promovierte. Ab 1872 übte er den Arztberuf in Vaduz und Bad Ragaz aus. Im gleichen Jahr heiratete er Albertine Berl, Tochter des Postmeisters Eduard Berl in Feldkirch.

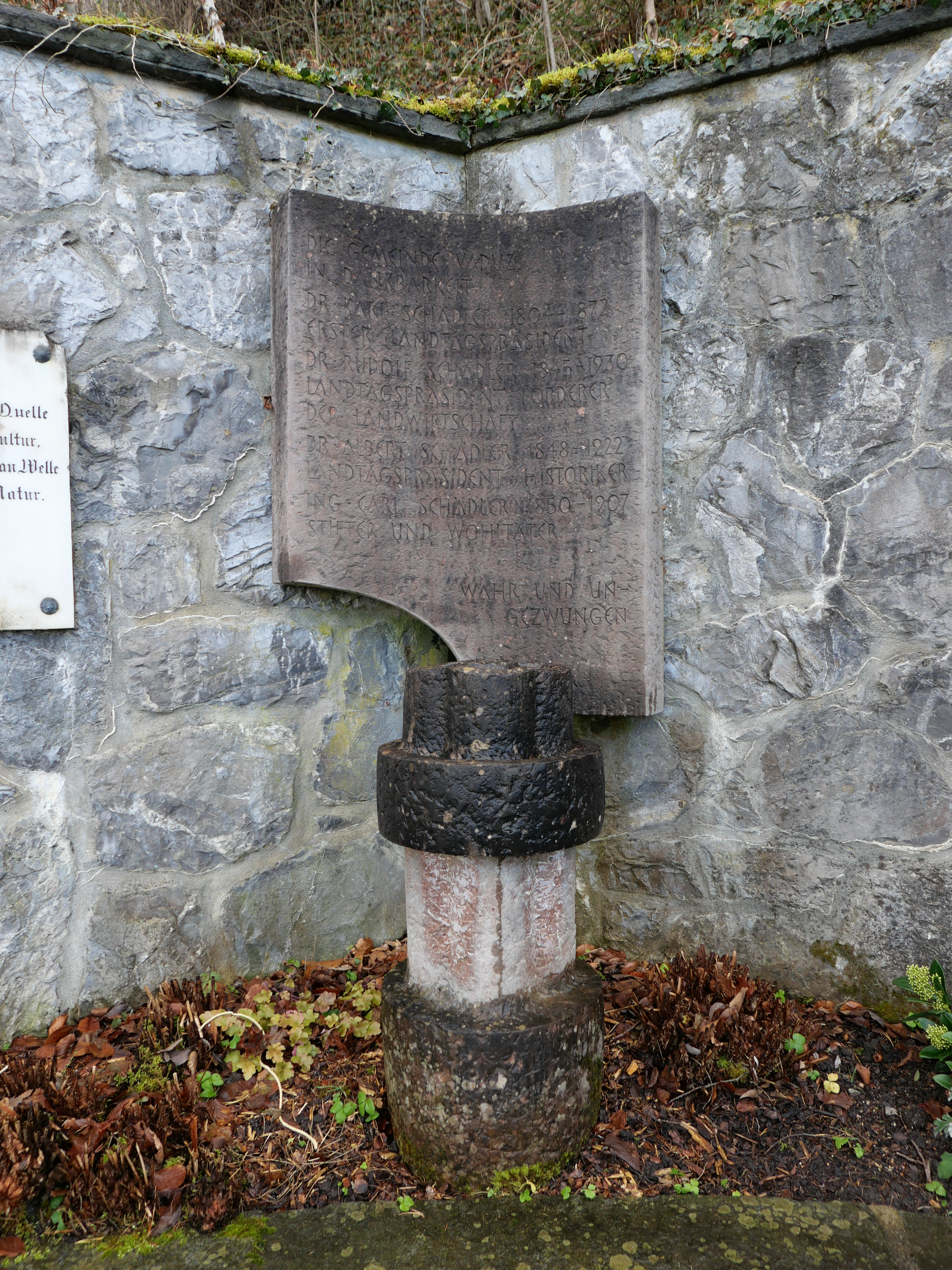
Die Gedenktafel auf dem Friedhof Vaduz.

Von 1882 bis 1886 und 1890 bis 1919 gehörte Albert Schädler dem liechtensteinischen Landtag an und übte das Präsidentenamt aus. Er gehörte 1901 zu den Gründern des Historischen Vereins, den er als erster Vorsitzender bis 1922 leitete. Auch ausserhalb des Historischen Vereins förderte er das kulturelle und gesellschaftliche Leben in Liechtenstein nach Kräften. In jungen Jahren schrieb er Lyrik. Er war sehr musikalisch und unterstützte das Sängerwesen. So wirkte er mit bei der Organisation des 1. liechtensteinischen Sängerfestes 1879 und hielt die Festansprache. Auch bei anderen öffentlichen Anlässen trat er als Redner auf. Schädler setzte sich aktiv ein für die öffentliche Wohlfahrt. 1916 errichtete er eine «caritative Stiftung für eine praktische Ausbildung junger Töchter des Volkes» und spendete 40'000 Kronen für eine Haushaltungsschule.
Albert Schädler starb am 17. Juni 1922 in München. Am 22. Juni wurde er in Vaduz beerdigt. Die Gemeinde Vaduz brachte «in Dankbarkeit» auf dem Friedhof eine Gedenktafel für Schädler, seinen Vater und seine beiden Brüder an. Sie trägt die Aufschrift: «WAHR UND UNGEZWUNGEN»
In den zeitgenössischen Nachrufen wurde er gewürdigt als tüchtiger und wohltätiger Arzt, als «ein Mann von grosser Geistesschärfe, umfassendem Wissen, festem Charakter, tiefer religiöser Gesinnung und edlem Gemeinsinn», als einsichtsvoller, uneigennütziger Staatsmann, als fähiger und wohlmeinender Volksvertreter, als «Seele des Landtags». Der Aufschwung, den Liechtenstein in den Jahrzehnten vor dem Ersten Weltkrieg in kultureller und wirtschaftlicher Hinsicht genommen hatte, wird zu einem guten Teil seinem öffentlichen Wirken zugeschrieben. Albert Schädler nahm zusammen mit seinen Brüdern Rudolf und Karl massgeblichen Einfluss auf das politische, wirtschaftliche und kulturelle Leben in Liechtenstein. In Feldkirch erinnert die Albert-Schädler-Straße an ihn.